# Leiopotherapon
Leiopotherapon is een geslacht van straalvinnige vissen uit de familie van de tijgerbaarzen (Terapontidae).

## Soorten
- Leiopotherapon unicolor (Günther, 1859)
- Leiopotherapon aheneus (Mees, 1963)
- Leiopotherapon macrolepis Vari, 1978
- Leiopotherapon plumbeus (Kner, 1864)